# Episodi di Bonding
Questa voce contiene un elenco degli episodi della serie televisiva Bonding.
Le due stagioni che compongono la serie sono state interamente pubblicate su Netflix, in tutti i territori in cui il servizio è disponibile: la prima, composta da 7 episodi, il 24 aprile 2019; mentre la seconda, composta da 8 episodi, il 27 gennaio 2021.
| nº               | Titolo originale              | Titolo italiano                 | Pubblicazione   |                |
| Prima stagione   | Prima stagione                | Prima stagione                  | Prima stagione  | Prima stagione |
| ---------------- | ----------------------------- | ------------------------------- | --------------- | -------------- |
| 1                | Old Friends, New Names        | Vecchi amici, nuovi nomi        | 24 aprile 2019  |                |
| 2                | Pete Shy                      | Pete il timido                  | 24 aprile 2019  |                |
| 3                | The Past Is Not Always Behind | Il passato non è sempre passato | 24 aprile 2019  |                |
| 4                | Let's Get Physical            | Diamoci da fare                 | 24 aprile 2019  |                |
| 5                | Double Date                   | Doppio appuntamento             | 24 aprile 2019  |                |
| 6                | Penguins                      | Pinguini                        | 24 aprile 2019  |                |
| 7                | Into the Woods                | Nel bosco                       | 24 aprile 2019  |                |
| Seconda stagione |                               |                                 |                 |                |
| 1                | The Kinks                     | I gusti sono gusti              | 27 gennaio 2021 |                |
| 2                | Dog Days                      | Giornate da cani                | 27 gennaio 2021 |                |
| 3                | Personal                      | Privato                         | 27 gennaio 2021 |                |
| 4                | Threesomes                    | Triangoli                       | 27 gennaio 2021 |                |
| 5                | Nanci                         | Nanci                           | 27 gennaio 2021 |                |
| 6                | The Lost Egg                  | L'uovo smarrito                 | 27 gennaio 2021 |                |
| 7                | Stand Me Up, Stand Me Down    | Slégami!                        | 27 gennaio 2021 |                |
| 8                | Permission                    | Permesso                        | 27 gennaio 2021 |                |